# Randecker Maar mit Zipfelbachschlucht
Das Naturschutzgebiet Randecker Maar mit Zipfelbachschlucht liegt auf dem Gebiet der Stadt Weilheim an der Teck und der Gemeinde Bissingen an der Teck im Landkreis Esslingen in Baden-Württemberg. Das Randecker Maar stand bereits seit 1971 unter Naturschutz. Das Schutzgebiet wurde 1982 neu verordnet und erweitert.
Der von Wulf Gatter geleitete Verein Forschungsstation Randecker Maar e.V. erfasst von Ende August bis Anfang November wandernde Vögel und Insekten an Schmalstellen des Maares.

## Lage und Beschreibung
Das Gebiet liegt östlich des Bissinger Ortsteils Ochsenwang und ist Bestandteil des FFH-Gebiets Neidlinger Alb und des Vogelschutzgebietes Mittlere Schwäbische Alb. Es liegt im Naturraum Mittlere Kuppenalb und umfasst das Randecker Maar und die Zipfelbachschlucht. Die südlichen Hänge des Maars werden von Magerrasen und einem Altholzbestand bedeckt. Am Zipfelbach und seinen Quellbächen haben sich Feuchtbiotope entwickelt, die von Wiesen umgeben sind. Der nördliche Teil des Schutzgebiets mit der Zipfelbachschlucht ist überwiegend bewaldet.

## Schutzzweck
Wesentlicher Schutzzweck des Gebiets ist es „ein noch in seiner ursprünglichen Form bestehendes Albmaar wegen seiner Bedeutung für die Wissenschaft, die Fauna und Flora sowie seines hohen Werts für das Landschaftsbild der Schwäbischen Alb [und] die tief eingeschnittene Zipfelbachschlucht mit Resten der typischen Schluchtwaldflora und -fauna aus wissenschaftlichen und landeskundlichen Gründen in ihrer Ausprägung zu erhalten.“